# Principes fondamentaux relatifs au traitement des détenus
Les principes fondamentaux relatifs au traitement des détenus ont été adoptés et proclamés par l'Assemblée générale des Nations unies dans sa résolution 45/111 du 14 décembre 1990.
L'article 1 protège la dignité humaine. L'article 2 interdit la discrimination.
L'ONU avait précédemment adopté en 1955 un ensemble de règles minima pour le traitement des détenus